# Olivares de Duero
Olivares de Duero ist ein Ort und eine Gemeinde mit nur noch 327 Einwohnern (Stand: 2024) im Osten der Provinz Valladolid in der Region Kastilien-León in Spanien. 

## Lage
Olivares de Duero liegt in der Iberischen Meseta am Duero, der die Gemeinde im Süden begrenzt, gut 28 Kilometer (Fahrtstrecke) östlich vom Stadtzentrum von Valladolid in einer Höhe von ca. 745 m. Das Klima im Winter ist kalt, im Sommer dagegen warm bis heiß; der spärliche Regen (ca. 539 mm/Jahr) fällt übers Jahr verteilt.

## Bevölkerungsentwicklung
| Jahr      | 1970 | 1981 | 1991 | 2001 | 2011 | 2021 |
| --------- | ---- | ---- | ---- | ---- | ---- | ---- |
| Einwohner | 544  | 326  | 328  | 336  | 345  | 313  |

## Sehenswürdigkeiten
- Pelagiuskirche (Iglesia de San Pelayo)
- Kapelle

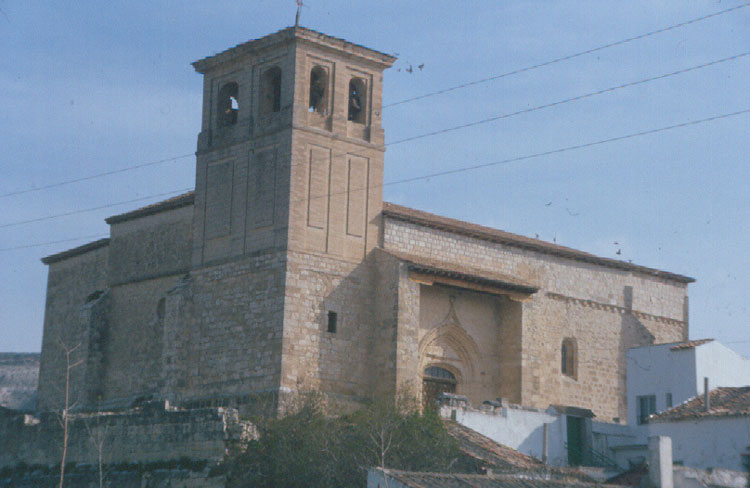
Pelagiuskirche
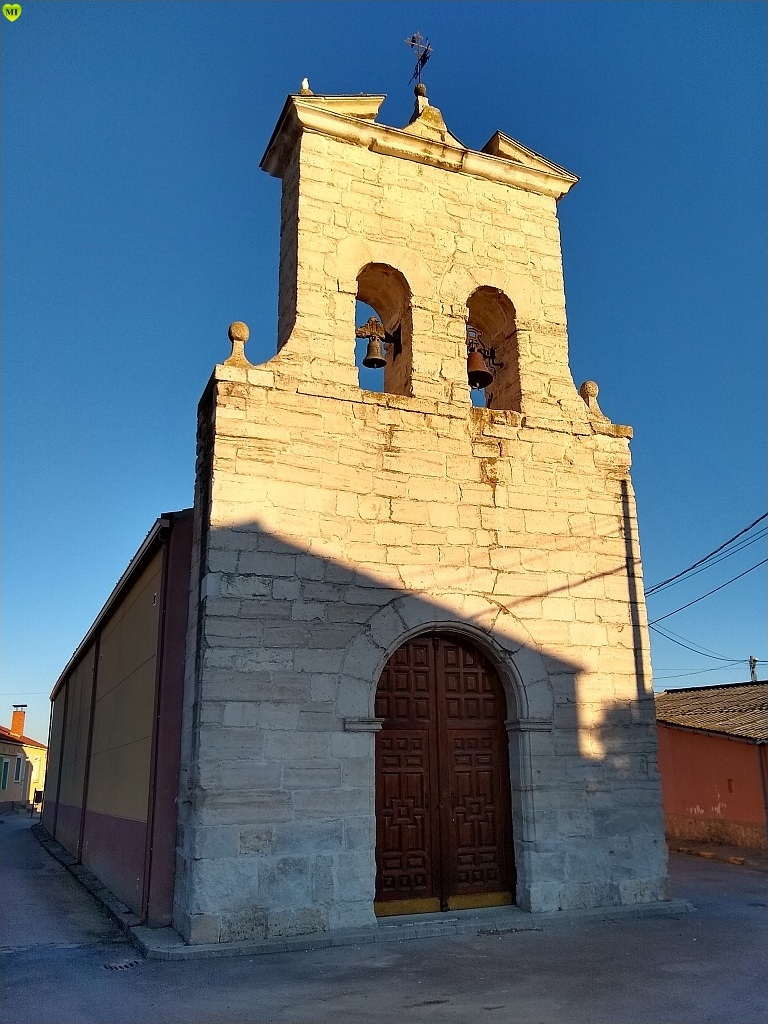
Kapelle
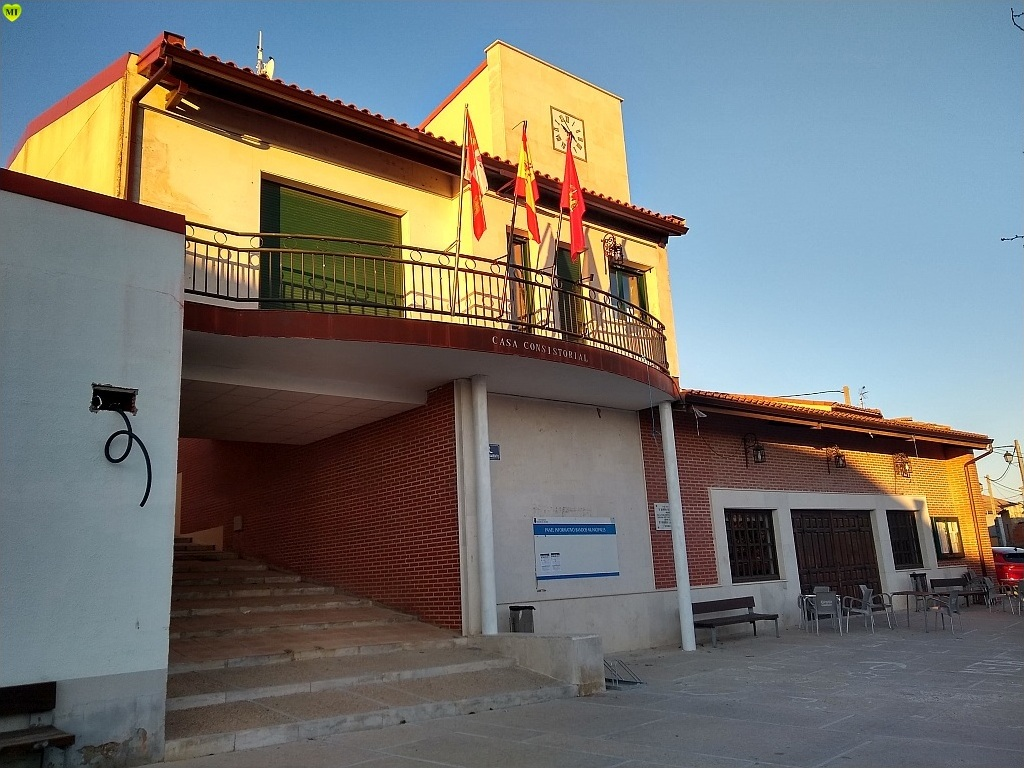
Rathaus